# Nemophas helleri
Nemophas helleri es una especie de escarabajo longicornio del género Nemophas, subfamilia Lamiinae. Fue descrita científicamente por Hauser en 1904.
Se distribuye por Indonesia. Posee una longitud corporal de 25-46 milímetros. El período de vuelo de esta especie ocurre en los meses de abril, mayo, junio, julio, septiembre y diciembre.